# 茨竹镇
茨竹镇，是中华人民共和国重庆市渝北区下辖的一个乡镇级行政单位。

## 行政区划
茨竹镇下辖以下地区：
街道社区、中河社区、金银村、茨竹村、玉兰村、大面坡村、半边月村、放牛坪村、中兴村、花六村、自力村、花云村、三江村、新泉村、同仁村、方家沟村、秦家村和华蓥村。

## 沿革
- 1962年，由中興人民公社劃出建秦家人民公社。
- 1981年，中興鄉更名中河鄉，兩岔鄉更名兩岔河鄉[3]。
- 1984年，秦家鄉（秦家场）更名華秦鄉[4]。
- 1993年
  - 寨坪鄉〔半邊月（團結）、壩溝（中和）、衛星、澗橋（平橋）、放牛村〕及兩岔河鄉〔團塘、塔堡（復興）、古田（寨坪）、楊河、斗水、芋荷、梁子、石壇（石院）、群力、點燈、渾水、禹王（同興）、龍家村〕併入茨竹鄉〔茨竹（向陽）、大溝、千丘、金竹、玉蘭、土堡、夫子、尖峰、大面、六角叉（六角）、金銀、板栗村〕置茨竹鎮。
  - 同仁鄉〔同仁、石佛、水井、花雲、復員、三江、陶家、新泉〕併入中河鄉〔瓦廠（新華）、三陽、人和、新房、方家、花廳、六池、自力〕置中河鎮。
- 2003年6月5日，茨竹鎮芋河村劃屬大壪鎮。華秦鄉〔秦家、雙朝、棕林、康家、華鎣〕併入中河鎮更名為華鎣山鎮。
- 2007年12月28日，華鎣山鎮併入茨竹鎮。同時茨竹鎮石院村、點燈村、兩岔湖村、龍洞岩村劃屬大灣鎮。茨竹鎮管轄原梨園村（原放牛坪村）、大面坡村、茨竹村、金銀村、半邊月村、玉蘭村和原華鎣山鎮所屬行政區域。共16個村，2個社區。